# Chiguayante
Chiguayante város Chilében, a Biobío régióban, Concepción tartományban, a Nagy-Concepción agglomeráció része. A 2017-es népszámlálás szerint a város lakossága 86 000 fő, a település területe 71,5 km².

## Története
1819. március 4-én Bernardo O'Higgins elrendelte a Concepción és Hualqui közötti út építését, melynek nagyjából a közepén fekszik Chiguayante. Chiguayantét 1845-ben nyilvánították várossá. Chiguayante községet 1925. október 7-én hozták létre. A települést 1927. december 30-án Concepciónhoz csatolták. A város csak 1996. június 28-án vált ismét önállóvá. A várost különösen súlyosan érintette a 2010. februári földrengés.